# Lo monjo negre
Lo monjo negre és una òpera en 3 actes, amb música de Joaquim Cassadó sobre un text de Frederic Soler (Serafí Pitarra), estrenada en italià al Gran Teatre del Liceu de Barcelona el dia 24 de gener de 1920, sota el títol de Il monaco nero.

## Context
El text de l'obra va ser arranjat per Ernest Soler i de les Cases, fill de Frederic Soler, autor de l'obra de teatre homònima que es va estrenar el 28 de novembre de 1889 al Teatre Romea de Barcelona, amb molt èxit. L'any 1908 el compositor Joaquim Cassadó ja treballava sobre l'obra, prenent la data d'una partitura manuscrita de l'obra amb la signatura del compositor i la data 30 de gener de 1908. L'any 1911, segons una informació apareguda a la premsa, l'obra lírica estava ja pràcticament enllestida. Mentrestant, l'obra de teatre es va anar representant molt sovint entre la seva estrena i la de la versió lírica de Cassadó.
L'obertura de l'obra s'havia estrenat prèviament, a una de les Matinées Líriques (funcions matinals líriques) del Teatre Eldorado de Barcelona.
L'obra es va estrenar cantada en italià, un costum de l'època pel que fa a les estrenes al teatre del Liceu, malgrat les protestes habituals dels crítics i dels autors. A l'estrena els decorats van anar a càrrec de Josep Castells i l'escenografia a càrrec de Maurici Vilomara i Virgili. L'obra es va tornar a representar a començaments de l'any següent, 1921.

## Personatges
| Paper             | Tessitura    | Intèrprets de l'estrena (Dir.: Joaquim Cassadó) |
| ----------------- | ------------ | ----------------------------------------------- |
| Emma de Glescher  | soprano      | Alice Baron                                     |
| Marta             | mezzosoprano | Mary Valverde                                   |
| Bartomeu Schwartz | tenor        | Tura                                            |
| Príncep Rodolf    | baríton      | Morró                                           |
| Capità Waster     | baix         | Conrad Giralt                                   |

## Argument[7]
Època: any 1340
Lloc: primer i segon acte a Friburg, tercer acte a Anglaterra

### Acte I
Sagristia del convent de Sant Francesc de la ciutat de Friburg. Any 1340. És un matí d'hivern.
El llec Benjamí sol·licita del Pare Prior permís per sortir, al·legant haver de complir un encàrrec del novici Bartomeu Schwartz, del qual és servidor. Amonestat el novici en diferents ocasions pel seu comportament, el Prior i el Pare Guardian pregunten per la conducta d'aquell, contestant Benjamí que únicament s'ha notat en Schwartz una desmesurada afició als experimentis químics, durant un dels quals va proferir crits dient haver descobert un pols terrible capaç d'enfonsar el món sencer. El Prior i el Pare Guardian qualifiquen de bogeria semblants crits i aficions, lamentant al mateix temps que la poderosa protecció amb què compta Schwartz no els permeti extremar amb ell les disciplines del convent. Schwartz, neguitós i sostenint una lluita interior perquè la Ciència ha revelat un invent destructor a qui vesteix hàbit, es presenta al Prior en demanda de consell, i el Prior li conforta recomanant-li més exercicis espirituals per a trobar la pau que tant anhela recobrar.
Arriba Benjamí avisant l'arribada a Friburg del príncep Rodolf (protector de Schwartz, a qui aquest havia cridat per oferir-li el seu invent, malgrat que ara no li vol lliurar en previsió dels greus perills que per la humanitat tindria un element mortífer de tal magnitud) i Emma de Glescher, antiga estimada de Schwartz, qui per oblidar aquell amor va entrar al convent. Schwartz es nega a rebre'ls i es refugia a la seva cel·la.
Apareixen Emma i Marta, la seva serventa, a la qual Emma explica que li és impossible oblidar el seu primer i únic amor. Mentrestant arriba el Príncep, qui, enamorat d'Emma, li renova les seves promeses d'amor, però són refusades per ella, qui fuig de la seva presència. Compareixen Waster (capità del Príncep), Schwartz, el Prior, el Pare Guardian i Benjamí, i en reclamar el Príncep el lliurament de l'invent, Schwartz es nega, per la qual cosa el Príncep li ordena que al següent dia l'hi doni sense més remissió, retirant-se irritat. La conducta del novici va ser aprovada pels seus superiors.
Emma explica els seus amors al Prior i la persecució per part del Príncep. Se sent llunyà el cant dels frares, els quals, en processó, traslladen una relíquia sagrada, i en passar Schwartz, qui és el portador de la relíquia, ho reconeix Emma, desmaiant-se.

### Acte II
Sala del mateix convent. En escena Marta, Benjamí i Schwartz al fons, pregant. Els dos primers comenten el que ha passat. Schwartz, com somiant en veu alta, pensa en Emma, a qui no pot oblidar mai. Benjamí li diu que el Prior li vol parlar i Marta li notifica que Emma el reclama. Ve el Prior i Schwartz li confessa que l'amor que sent per la dama és més intens que el seu fervor religiós i que del seu devocionari no llegeix les oracions, sinó els records que d'ella guarda. Compareix Emma, desil·lusionada en veure que el seu mor sigui impossible, pels hàbits del seu estimat. Schwartz proposa a Benjamí l'evasió del convent.
Queden sols Schwartz i Emma i després de parlar-se d'amor, ella li explica que durant tota la nit ha sentit cops de martell al mur, i Schwartz la tranquil·litza dient-li que era ell el que els donava, mostrant-li alhora un forat amb un paquet de l'explosiu per ell inventat.
Benjamí anuncia la visita del Príncep, que ve acompanyat del seu capità. Schwartz suplica al Príncep intercedeixi prop del Sant Pare per a aconseguir la seva secularització, a fi de casar-se amb Emma. En sentir el Príncep aquest nom li ofereix la seva protecció, més encara quan se li demana que l'acolli, prometent acollir-la en el seu palau. Queda només Schwartz, guardant les flames de la foguera.
Entra els frares. El Pare Prior s'oposa que surti Schwartz, però aquest, agafant un tió encès, amenaça convertir el convent en ruïnes. El Príncep confirma que així succeirà si no deixen sortir a Schwartz, ja que coneix l'eficàcia del seu invent, i per provar-ho llança al foc un paquet de pólvora que esclata, produint el terror dels frares, els quals convençuts del perill que corren, deixen fugir a Schwartz.

### Acte III
Cambra gòtica d'un palau a Anglaterra. És de nit.
En començar l'acte, Waster, Benjamí (vestit dc seglar), Marta i els nobles comenten les matances que han fet durant la batalla amb el famós invent de Schwartz, explicant Waster la història. Arriba Schwartz (vestit també de seglar): està malhumorat i recelós pels constants honors que rep del Rei i del Príncep, de qui els nobles propaguen certes murmuracions. Benjamí i Marta comenten també la infelicitat de Schwartz i d'Emma, afegint que un dia va veure Marta que a la cambra de la seva dama hi havia una porta secreta que conduïa a la del Príncep. Apareix Emma i darrere d'ella el Príncep, tot renovant les seves paraules d'amor i demanant-li que a la nit li faci un senyal a la finestra. Sola ja Emma, decideix explicar-ho tot al seu marit.
Surten Schwartz i Waster, recriminant-li el primer al segon el llenguatge irònic que amb ell fa servir, tot exigint-li una satisfacció, i al final el capità acaba per explicar a Schwartz la senyal convinguda entre el Príncep i Emma. Ja aquesta en presència del seu marit, li fa jurar pels Evangelis la seva fidelitat, caient agenollada als seus peus i explicant-li tot, dient-li que el Príncep, valent-se d'un narcòtic, va aconseguir seduir-la. Resolt el marit, ell mateix fa el senyal convingut. Entra el Príncep i es troba cara a cara amb Schwartz, combaten tots dos i cau ferit el Príncep. Schwartz fa entrar l'Emma, a li fa veure a l'agonitzant Príncep, i en un crit de furor fa caure el palau amb el seu explosiu, morint així els amants.